# Commonwealth Human Rights Initiative
Le Commonwealth Human Rights Initiative (CHRI) est une ONG indépendante, non partisane et à but non lucratif qui pousse pour la réalisation des droits humains dans les pays du Commonwealth. Les objectifs du CHRI comportent la promotion de l’adhésion à la Déclaration Harare, à la Charte universelle des droits humains, aux autres conventions reconnues internationalement, ainsi que de plaider pour les instruments domestiques qui protègent les droits humains dans les pays du Commonwealth.
L'organisation se spécialise dans des problèmes reliés à l'impunité et à la transparence gouvernementale, se concentrant majoritairement sur l'accès à la justice et le droit à l'information. Le CHRI surveille aussi le progrès des droits civils et politiques dans ces mêmes pays.
En 2017, l’ONG comprend plus de 50 employés et stagiaires . Son siège social est à New Delhi, en Inde, et l'organisation possède aussi des bureaux à Londres et à Accra.

## Création et historique
Le CHRI fut fondé en 1987 à Londres par six ONG du Commonwealth. Bien que les pays du Commonwealth possèdent un ensemble de valeurs et de principes légaux depuis lesquels travailler, le CHRI fut fondé sur le consensus qu'il y avait très peu d'efforts par ces pays pour cesser les problèmes reliés aux droits humains.
Le déménagement du quartier général depuis Londres à New Delhi a été une décision consciente, guidée par le besoin d'être localisé et impliqué dans le développement des pays du "sud". Le CHRI a aussi ouvert un bureau à Accra, Ghana, et possède aussi un bureau à Londres. Le bureau à Accra coordonne des travaux en Afrique alors que le bureau de Londres agit comme un bureau de liaison. Chaque bureau est enregistré comme entité légale sous les lois des États où ils sont situés.
L’organisation est officiellement accréditée au Commonwealth, possède statut d’observateur avec la Commission Africaine des droits de l'homme et des Peuples, et a aussi été accordé un statut consultatif avec le Conseil économique et social des Nations Unies. Le CHRI est aussi membre du Commonwealth Family Network of NGO’s, et collabore fréquemment avec le Conseil des droits de l'homme de l'ONU.

## Principes et objectifs
Le CHRI lutte principalement contre les violations des droits humains suivants:
- Disparitions forcées
- Détention arbitraire
- Corruption
- Torture par la police
- Exécutions sommaires
- Brutalité policière
- Conditions des prisons
- Esclavage contemporain
- Déni du droit à l’information

L’organisation plaidoie aussi pour les thèmes suivants:
- Droit à l’information
- Droits civils et politiques
- Problèmes d'impunité
- Protection des défenseurs des droits humains
- Réforme des prisons
- Réforme policière
- Transparence gouvernementale

## Domaines de recherche
Le CHRI comprend trois différents programmes : le programme d’accès à l’information, le programme d’accès à la justice et le programme d’initiatives stratégiques. 

### Accès à l'Information (ATI)
Le programme d'accès à l'information (ATI) conduit des ateliers pour des employés du gouvernement et pour des organisations de la société civile dans le but d'améliorer leur capacité et leur faire prendre conscience de l'importance du droit à l'information. ATI offre de l'assistance technique aux États qui développent des lois permettant l'accès à l'information.
Internationalement, l'équipe d'ATI lobby avec des partenaires locaux pour pousser la création de nouvelles lois assurant l'accès à l'information. L'équipe produit aussi des rapports thématiques concernant les problèmes d'impunités et de transparence gouvernementale en Asie du Sud. En Inde, le programme est reconnu pour son implication dans le passage et l'implémentation du RTI bill (Right to Information Bill).

### Accès à la Justice (ATJ)
Le programme d’accès à la justice travaille pour mettre fin aux problèmes d'impunités dans les institutions judiciaires des pays du Commonwealth. Le programme est divisé en deux branches: le programme de réforme policière et le programme de réforme prisonnière.
Dans le programme de réforme policière, le CHRI vise à mobiliser et renforcer l'engagement de la société civile pour mettre fin à l'impunité et pousser une réforme de la police. L'organisation fait ceci avec l'aide de recherches, d'analyses légales et en surveillant les cas d'impunités dans les pays du Commonwealth. Le programme crée aussi des campagnes d'éducation et des réseaux pour les organisations concernées de la société civile. Son but principal est d'améliorer la performance, d'améliorer la transparence et de mettre fin à l'impunité dans les systèmes exécutifs des pays du Commonwealth. Le programme travaille pour s'assurer que les lois, les structures et les pratiques policières du Commonwealth sont conformes aux normes internationales relatives aux droits humains.
En Inde, près de 67 % des prisonniers sont des individus qui attendent toujours leurs procès. Ceux-ci sont donc souvent oubliés, emprisonnés dans des prisons surpeuplés pendant des années. Le programme de réforme prisonnière vise donc à faciliter l'accès à l'aide légale et vise à augmenter la transparence des prisons. L'équipe cherche aussi à réformer leurs gérances, surveille leurs conditions, et encourage une meilleure coopération entre les systèmes judiciaires du Commonwealth.

### Initiatives Stratégiques (SIP)
Le Programme d’Initiatives Stratégiques (SIP) opère avec diverses interventions stratégiques qui complémente le travail des autres programmes et qui ont un impact positif sur les droits humains dans le Commonwealth. SIP s’engage avec les institutions officielles du Commonwealth avec le but de rendre responsable les pays du Commonwealth par rapport à leurs engagements aux droits humains. SIP travaille aussi avec le Conseil des droits de l'homme et sur le rôle que le Commonwealth et ses États membres jouent en tant que membres de ce conseil. SIP tente aussi de renforcer les institutions nationales qui protègent les droits humains dans le Commonwealth, encourageant des partenariats entre ceux-ci.

## Gouvernance
Le CHRI possède une Commission consultative Internationale composée d'individus éminents du Commonwealth. La Commission établit les règles directrices de tous les bureaux.
Chaque bureau possède aussi son propre Comité exécutif responsable de s'assurer de l'implémentation de ces règles directrices et de ces programmes. Pour assurer la cohésion, les membres du Comité exécutif participent aussi à la Commission consultative Internationale.
Le directeur exécutif est le PDG de l'organisation et est responsable de tous les bureaux et de tous les programmes.

## Publications
Depuis sa création, le CHRI a publié plus de 100 rapports thématiques couvrant les droits humains dans les pays du Commonwealth. L’ONG publie aussi des rapports thématiques tous les deux ans pour les rencontres du Commonwealth Heads of Government. Leurs publications ont été mentionnés plus de 160 fois dans des journaux.